# Női 3 méteres szinkronugrás a 2022-es úszó-világbajnokságon
A 2022-es úszó-világbajnokságon a műugrás női szinkron 3 méteres versenyszámának selejtezőjét július 3-án délelőtt, a döntőjét pedig délután rendezték meg a budapesti Duna Arenában.
A 3 méteren egyéniben aranyérmes Csen Ji-ven (Chen Yiwen) és a bronzérmes Csang Ja-ni (Chang Yani) kínai párosa nyerte meg a női szinkron műugrás aranyérmét, míg a második helyen a japán Kaneto Rin, Mikami Szajaka duó végzett, a bronzérmet pedig az ausztrálok kettőse, Maddison Keeney és Anabelle Smith szerezte meg.

## Versenynaptár
Az időpont(ok) helyi idő szerint olvashatóak (UTC +01:00):
| Dátum                     | Időpont       | Forduló   |
| ------------------------- | ------------- | --------- |
| 2022. július 3., vasárnap | 11:00 – 12:30 | Selejtező |
| 2022. július 3., vasárnap | 15:00 – 16:05 | Döntő     |

## Eredmény
Zölddel kiemelve a döntőbe jutottak.
| #   | Versenyző                                                            | Ország                        | Selejtező | Selejtező | Döntő  | Döntő   |
| #   | Versenyző                                                            | Ország                        | Pontok    | Rangsor   | Pontok | Rangsor |
| --- | -------------------------------------------------------------------- | ----------------------------- | --------- | --------- | ------ | ------- |
|     | Csang Ja-ni (Chang Yani) Csen Ji-ven (Chen Yiwen)                    | Kína (CHN)                    | 317,73    | 1.        | 343,14 | 1.      |
|     | Kaneto Rin Mikami Szajaka                                            | Japán (JPN)                   | 275,10    | 5.        | 303,00 | 2.      |
|     | Maddison Keeney Anabelle Smith                                       | Ausztrália (AUS)              | 287,04    | 2.        | 294,12 | 3.      |
| 4.  | Lena Hentschel Tina Punzel                                           | Németország (GER)             | 282,87    | 3.        | 282,99 | 4.      |
| 5.  | Margo Erlam Mia Vallée                                               | Kanada (CAN)                  | 282,60    | 4.        | 282,90 | 5.      |
| 6.  | Ng Yan Yee Nur Dhabitah Sabri                                        | Malajzia (MAS)                | 272,97    | 6.        | 282,45 | 6.      |
| 7.  | Brooke Schultz Kristen Hayden                                        | Egyesült Államok (USA)        | 257,40    | 7.        | 273,90 | 7.      |
| 8.  | Arantxa Chávez Muñoz Abril Esmeralda Navarro Neri                    | Mexikó (MEX)                  | 237,96    | 11.       | 266,16 | 8.      |
| 9.  | Desharne Bent-Ashmeil Amy Rollinson                                  | Egyesült Királyság (GBR)      | 247,80    | 10.       | 248,40 | 9.      |
| 10. | Luana Wanderley Moreira Lira Anna Lucia Rodrigues Martins dos Santos | Brazília (BRA)                | 248,40    | 9.        | 245,94 | 10.     |
| 11. | Diana Isabel Pineda Zuleta Daniela Zapata Correa                     | Kolumbia (COL)                | 249,84    | 8.        | 229,80 | 11.     |
| 12. | Jade Gillet Naïs Gillet                                              | Franciaország (FRA)           | 198,30    | 12.       | 228,45 | 12.     |
|     |                                                                      |                               |           |           |        |         |
| 13. | Grace Caitlin Brammer Kerry-Leigh Morrison                           | Dél-afrikai Köztársaság (RSA) | 190,20    | 13.       |        |         |